# Wereldkampioenschappen zwemmen 2022 – 200 meter vrije slag mannen
De 200 meter vrije slag voor mannen op de wereldkampioenschappen zwemmen 2022 in Boedapest vond plaats op 19 en 20 juni 2022. De zestien snelste zwemmers in de series kwalificeerden zich voor de halve finales, de snelste acht uit de halve finales gingen door naar de finale. 

## Records
Voorafgaand aan het toernooi waren dit het wereldrecord en het kampioenschapsrecord:
| Wereldrecord         | Paul Biedermann | 1.42,00 | Rome | 28 juni 2009 |
| Kampioenschapsrecord | Paul Biedermann | 1.42,00 | Rome | 28 juni 2009 |

## Uitslagen

### Series
| Rang | Serie | Baan | Naam                 | Land                         | Tijd    | Bijz. |
| ---- | ----- | ---- | -------------------- | ---------------------------- | ------- | ----- |
| 1    | 7     | 5    | David Popovici       | Roemenië                     | 1.45,18 | Q     |
| 2    | 7     | 2    | Hwang Sun-woo        | Zuid-Korea                   | 1.45,79 | Q     |
| 3    | 7     | 6    | Felix Auböck         | Oostenrijk                   | 1.45,84 | Q     |
| 4    | 7     | 4    | Tom Dean             | Verenigd Koninkrijk          | 1.45,99 | Q     |
| 5    | 7     | 3    | Drew Kibler          | Verenigde Staten             | 1.46,13 | Q     |
| 6    | 5     | 3    | Elijah Winnington    | Australië                    | 1.46,19 | Q     |
| 7    | 6     | 3    | Lukas Märtens        | Duitsland                    | 1.46,45 | Q     |
| 8    | 5     | 5    | Danas Rapšys         | Litouwen                     | 1.46,70 | Q     |
| 9    | 5     | 4    | Fernando Scheffer    | Brazilië                     | 1.46,71 | Q     |
| 10   | 6     | 4    | Katsuhiro Matsumoto  | Japan                        | 1.46,72 | Q     |
| 11   | 6     | 5    | Kieran Smith         | Verenigde Staten             | 1.46,73 | Q     |
| 12   | 6     | 6    | Antonio Djakovic     | Zwitserland                  | 1.47,00 | Q     |
| 13   | 7     | 1    | Marco De Tullio      | Italië                       | 1.47,27 | Q     |
| 14   | 7     | 7    | Matthew Sates        | Zuid-Afrika                  | 1.47,28 | Q     |
| 15   | 5     | 0    | Roman Mityukov       | Zwitserland                  | 1.47,44 | Q     |
| 16   | 7     | 0    | Jordan Pothain       | Frankrijk                    | 1.47,51 | Q     |
| 17   | 5     | 1    | Robin Hanson         | Zweden                       | 1.47,54 |       |
| 18   | 7     | 8    | Denis Loktev         | Israël                       | 1.47,63 |       |
| 19   | 6     | 0    | Hadrien Salvan       | Frankrijk                    | 1.47,71 |       |
| 19   | 6     | 1    | Ji Xinjie            | China                        | 1.47,71 |       |
| 19   | 6     | 7    | Nándor Németh        | Hongarije                    | 1.47,71 |       |
| 22   | 5     | 8    | Breno Martins        | Brazilië                     | 1.47,79 |       |
| 23   | 5     | 7    | Velimir Stjepanović  | Servië                       | 1.47,94 |       |
| 24   | 6     | 8    | Stefano Di Cola      | Italië                       | 1.48,09 |       |
| 25   | 6     | 9    | Ruslan Gaziev        | Canada                       | 1.48,10 |       |
| 26   | 5     | 2    | Rafael Miroslaw      | Duitsland                    | 1.48,28 |       |
| 27   | 4     | 4    | Khiew Hoe Yean       | Maleisië                     | 1.48,37 |       |
| 28   | 4     | 5    | Marwan Elkamash      | Egypte                       | 1.48,48 |       |
| 29   | 4     | 3    | Dimitrios Markos     | Griekenland                  | 1.48,72 |       |
| 30   | 5     | 6    | Matthew Richards     | Verenigd Koninkrijk          | 1.48,74 |       |
| 31   | 7     | 9    | Jorge Iga            | Mexico                       | 1.48,96 |       |
| 32   | 6     | 2    | Zac Incerti          | Australië                    | 1.49,12 |       |
| 33   | 3     | 4    | Mikel Schreuders     | Aruba                        | 1.49,39 |       |
| 34   | 3     | 3    | Aleksey Tarasenko    | Oezbekistan                  | 1.49,87 |       |
| 35   | 4     | 1    | Glen Jun Wei Lim     | Singapore                    | 1.49,94 |       |
| 36   | 4     | 7    | Sergio de Celis      | Spanje                       | 1.50,03 |       |
| 37   | 4     | 6    | Wesley Roberts       | Cookeilanden                 | 1.50,24 |       |
| 38   | 4     | 9    | Santiago Corredor    | Colombia                     | 1.50,44 |       |
| 39   | 4     | 2    | Cameron Gray         | Nieuw-Zeeland                | 1.50,64 |       |
| 40   | 3     | 5    | Max Mannes           | Luxemburg                    | 1.51,06 |       |
| 41   | 3     | 2    | František Jablčník   | Slowakije                    | 1.51,25 |       |
| 42   | 5     | 9    | Cheuk Ming Ho        | Hongkong                     | 1.51,60 |       |
| 43   | 3     | 7    | Pavel Alovatki       | Moldavië                     | 1.51,64 |       |
| 44   | 4     | 8    | Hoàng Quý Phước      | Vietnam                      | 1.52,47 |       |
| 45   | 4     | 0    | Yordan Yanchev       | Bulgarije                    | 1.52,62 |       |
| 46   | 3     | 1    | Omar Abbass          | Syrië                        | 1.52,78 |       |
| 47   | 3     | 6    | Luka Kukhalashvili   | Georgië                      | 1.53,08 |       |
| 48   | 3     | 8    | Noah Mascoll-Gomes   | Antigua en Barbuda           | 1.53,30 |       |
| 49   | 3     | 0    | Pedro Chiancone      | Uruguay                      | 1.54,08 |       |
| 50   | 3     | 9    | José Campo           | El Salvador                  | 1.55,74 |       |
| 51   | 2     | 6    | Ramazan Omarov       | Kirgizië                     | 1.56,22 |       |
| 52   | 2     | 1    | Salem Sabt           | Verenigde Arabische Emiraten | 1.56,40 |       |
| 53   | 2     | 3    | Bartal Eidesgaard    | Faeröer                      | 1.57,08 |       |
| 54   | 2     | 4    | Ado Gargović         | Montenegro                   | 1.57,74 |       |
| 55   | 2     | 5    | Henrique Mascarenhas | Angola                       | 1.58,03 |       |
| 56   | 1     | 4    | Adnan Al-Abdallat    | Jordanië                     | 1.59,70 |       |
| 57   | 1     | 3    | Nasir Hussain        | Nepal                        | 2.00,99 |       |
| 58   | 2     | 2    | Haziq Samil          | Brunei                       | 2.04,14 |       |
| 59   | 2     | 8    | Israel Poppe         | Guam                         | 2.05,00 |       |
| 60   | 1     | 5    | Eminguly Ballykov    | Turkmenistan                 | 2.05,06 |       |
| 61   | 2     | 7    | Sangay Tenzin        | Bhutan                       | 2.08,36 |       |

### Halve finales
| Rang | Serie | Baan | Naam                | Land                | Tijd    | Bijz. |
| ---- | ----- | ---- | ------------------- | ------------------- | ------- | ----- |
| 1    | 2     | 4    | David Popovici      | Roemenië            | 1.44,40 | Q     |
| 2    | 2     | 5    | Felix Auböck        | Oostenrijk          | 1.45,17 | Q     |
| 3    | 1     | 4    | Hwang Sun-woo       | Zuid-Korea          | 1.45,46 | Q     |
| 4    | 1     | 5    | Tom Dean            | Verenigd Koninkrijk | 1.45,48 | Q     |
| 5    | 1     | 3    | Elijah Winnington   | Australië           | 1.45,53 | Q     |
| 6    | 2     | 3    | Drew Kibler         | Verenigde Staten    | 1.45,54 | Q     |
| 7    | 2     | 6    | Lukas Märtens       | Duitsland           | 1.45,94 | Q     |
| 8    | 2     | 7    | Kieran Smith        | Verenigde Staten    | 1.46,06 | Q     |
| 9    | 2     | 2    | Fernando Scheffer   | Brazilië            | 1.46,11 |       |
| 10   | 2     | 1    | Marco De Tullio     | Italië              | 1.46,29 |       |
| 11   | 1     | 7    | Antonio Djakovic    | Zwitserland         | 1.46,61 |       |
| 12   | 1     | 1    | Matthew Sates       | Zuid-Afrika         | 1.46,63 |       |
| 13   | 1     | 2    | Katsuhiro Matsumoto | Japan               | 1.46,63 |       |
| 14   | 1     | 6    | Danas Rapšys        | Litouwen            | 1.46,82 |       |
| 15   | 1     | 8    | Jordan Pothain      | Frankrijk           | 1.47,66 |       |
| 16   | 2     | 8    | Roman Mityukov      | Zwitserland         | 1.47,78 |       |

### Finale
| Rang   | Baan | Naam              | Land                | Tijd    | Bijz. |
| ------ | ---- | ----------------- | ------------------- | ------- | ----- |
| Goud   | 4    | David Popovici    | Roemenië            | 1.43,21 | WJR   |
| Zilver | 3    | Hwang Sun-woo     | Zuid-Korea          | 1.44,47 |       |
| Brons  | 6    | Tom Dean          | Verenigd Koninkrijk | 1.44,98 |       |
| 4      | 7    | Drew Kibler       | Verenigde Staten    | 1.45,01 |       |
| 5      | 5    | Felix Auböck      | Oostenrijk          | 1.45,11 |       |
| 6      | 8    | Kieran Smith      | Verenigde Staten    | 1.45,16 |       |
| 7      | 1    | Lukas Märtens     | Duitsland           | 1.45,73 |       |
| 8      | 2    | Elijah Winnington | Australië           | 1.45,82 |       |